# John Robert Seeley

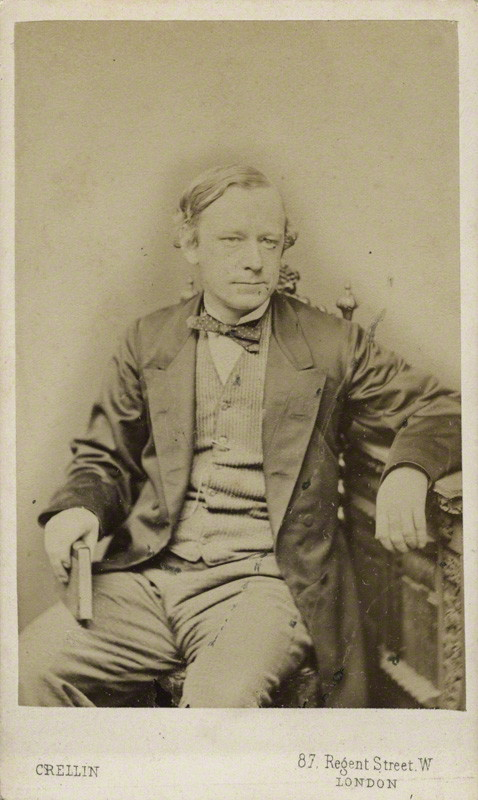
John Robert Seeley 1866

John Robert Seeley (* 10. September 1834 in London; † 13. Januar 1895 in Cambridge) war ein britischer Historiker und Essayist.

## Leben und Werk
John Robert Seeley wurde als Sohn des Verlegers und Autors religiöser Schriften Robert Benton Seeley 1834 in London geboren. Er wurde an der City of London School und am Christ’s College in Cambridge ausgebildet.
1863 wurde er als Professor für Latein an das University College in London und 1869 als Professor für Neuere Geschichte an die an der University of Cambridge berufen. Hier erforschte er das Wachstum des britischen Weltreiches und gab dem Imperialismus der Politiker Ende des 19. Jahrhunderts starke Antriebe und Denkanstöße. In seinem Werk „Life and Times of Stein“ (3 Bände 1879) deutete Seeley den preußischen Staatsmann und Gegenspieler Napoleons Freiherr vom Stein als bedeutenden liberalen Politiker. 1883 veröffentlichte er sein bekanntestes Werk „The Expansion of England“, das aus einer Vorlesungsreihe von Oktober 1881 bis April 1882 an der University of Cambridge über die britische Kolonialexpansion entstand.
John Robert Seeley trat auch als Verkünder einer Art natürlicher Theologie hervor. Sein 1866 anonym herausgegebener Aufsatz „Ecce Homo“ wurde viel diskutiert und von Teilen der Leserschaft als Angriff auf das Christentum angesehen, da er sich nur mit Jesus Christus als Mensch, d. h. als Gründer und König eines theokratischen Staates auseinandersetzte. Aufgrund seines außergewöhnlichen Prosastiles wurden zunächst Persönlichkeiten wie die Schriftstellerin George Eliot, der mehrmalige britische Premierminister William Ewart Gladstone oder auch Kardinal Newman als Autor des Werkes gemutmaßt. Seeley wurde schließlich als der wahre Autor enttarnt. In seinem späteren Essay „Natural Religion“ vertrat er die Ansicht, dass Übernatürlichkeit für die Religion nicht wesentlich sei und dass die modernen Wissenschaften den christlichen Glauben eher reinigen als ihn zerstören.
1894 erhielt John Robert Seeley für seine großen Verdienste um die Idee der britischen Einheit die Ritterwürde als Anerkennung des damaligen, stark von seinen Ideen beeinflussten britischen Premierministers Lord Rosebery. Im selben Jahr wurde Seeley in die American Academy of Arts and Sciences gewählt.